# Quem
Els quem era un grup d'amerindis dels Estats Units que es van establir al llarg dels dos marges del riu Grande en l'actual Texas, Estats Units i Coahuila, Mèxic. Se sap que s'han assentat al voltant de les actuals Eagle Pass i Piedras Negras. Damián Massanet també els va descriure, en 1691, com un dels sis grups d'indis que va trobar al llarg d'un rierol anomenat "Caramanchel"; això sembla que correspondria a l'actual Comanche Creek a la part sud-oest del comtat de Zavala (Texas). Massenet implicà que tots sis grups parlaven una llengua que ara es coneix com a coahuiltec, i eren relacionats amb altres grups coahuiltecs com els ervipiame, mayeye, pajalat, quepano, solanos, i xarames.
Els quems estaven entre els més destacats nadius americans que viuen entre el riu Nueces i el riu Grande.
En 1689 Alonso de León va ser dirigit per dos guies indis al lloc de Fort St Louis, construïda per René Robert Cavelier de La Salle al llarg de la badia de Matagorda. Un dels guies era un quem, que va afirmar que havia visitat el fort mentre encara estava ocupat pels francesos. Massenet, en el seu relat d'aquesta expedició, va registrar que el guia quems utilitzava un llenguatge de signes llavors comú en l'àrea del sud de Texas; també era tatuat.
Quan fou fundada la missió de San Phelipe de Valladares vora l'actual Candela en 1700, alguns quems s'hi establiren; hi foren registrats sota el nom de quexamos. Poc més se sap de la tribu, llevat que entre 1726 i 1748 dues famílies, que constituïen sis persones, es van registrar com a membres de la missió de San Antonio de Valero a San Antonio. Aquí s'identifiquen per diversos noms, com ara Cems, Qems, Quimzo, i Quinze.